# Pierre des Vaux de Cernay
Pierre des Vaux de Cernay (ou Pierre de Vaulx-Cernay, en latin Petrus monachus coenibius Vallium Cernaii) est un chroniqueur et moine cistercien

## Biographie
Pierre des Vaux de Cernay est un religieux de l'abbaye des Vaux-de-Cernay . Il est le neveu de Guy, abbé de ce monastère et évêque de Carcassonne en 1214. Il suit son oncle lors de la quatrième croisade et revient en France en 1212. Il est mort après 1248.
Chroniqueur des croisades albigeoises. Son Historia Albigensium ou Historia Albigensis (1218) est une des sources importantes pour en connaître la chronologie.

## Œuvres
- Pierre de Vaulx-Cernay, Histoire de l'hérésie des Albigeois et de la sainte guerre contre eux (de l'an 1203 à l'an 1218), trad. François Guizot, Paris, Belin, 1824, 399 p.
- Petri Vallium Monachi, Hystoria Albigensis. Historia de factis et triumphis memorabilibus nobilis viri domini Simonis comitis de Monte Forti (1213-1218), édition par P. Guébin et E. Lyon, Paris, 1926-1939.
- Pierre des Vaux de Cernay, Histoire albigeoise, nouvelle traduction par Pascal Guébin et Henri Maisonneuve, Paris, Vrin (L'Église et l'État au Moyen Âge, 10), 1951.